# Museo del Limarí
El Museo del Limarí es un museo ubicado en el sector centro-norte de la ciudad de Ovalle, capital de la provincia de Limarí, en la Región de Coquimbo, Chile. Se ubica en el interior de la antigua estación ferroviaria de Ovalle, actualmente denominado Centro Cultural Guillermo Durruty Álvarez.

## Historia
El Museo del Limarí fue creado por la Sociedad Arqueológica de Ovalle el 17 de septiembre de 1963, con el nombre inicial de Museo Arqueológico de Ovalle. En ese entonces se exhibía la colección de objetos donados por el doctor Guillermo Durruty Álvarez, así como otros objetos precolombinos encontrados en excavaciones arqueológicas locales.
El primer director del museo fue Julio Broussain Campino. Con el correr de los años, la Sociedad Arqueológica de Ovalle quiso dar mayor protección al museo, lo que motivó su transferencia en 1979 a la Dirección de Bibliotecas, Archivos y Museos (Dibam). En 1984 adquirió su nombre actual de Museo del Limarí.
En 1996, la Municipalidad de Ovalle traslada el Museo del Limarí a su ubicación actual, en el Centro Cultural Guillermo Durruty, el cual ha resguardado su valiosa colección arqueológica. En el mismo recinto también se encuentra la Biblioteca Pública Víctor Domingo Silva, una sala de exposiciones y un anfiteatro.
Desde enero de 2020 su director es Marco Sandoval, quien anteriormente se había desempeñado como coordinador del Museo Ferroviario de Santiago.

## Colecciones

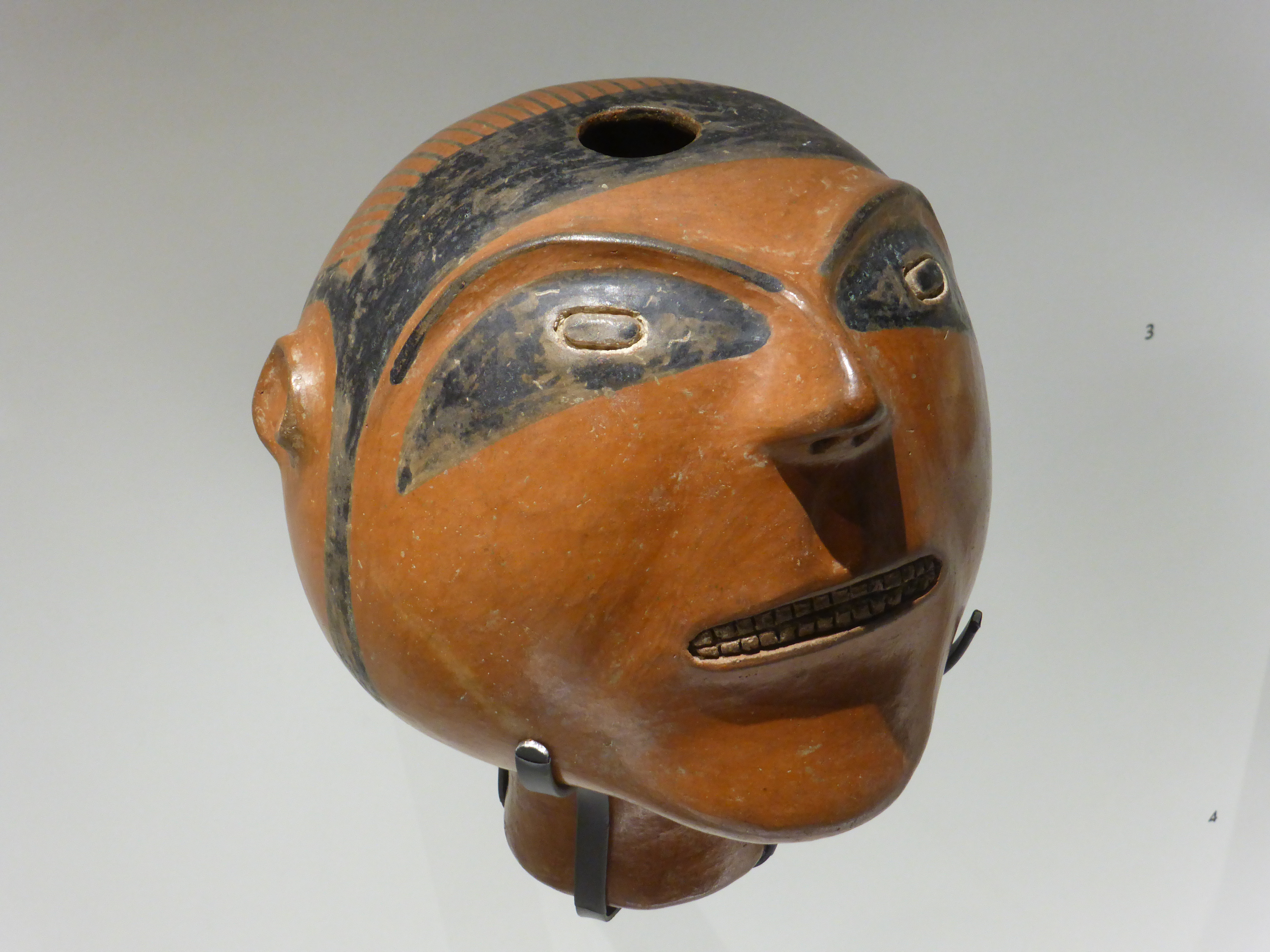
Recipiente ceremonial de cerámica diaguita en exhibición en el Museo del Limarí.

Desde el 7 de mayo de 1987 la colección del Museo del Limarí es Monumento Nacional. Se divide en 3 grandes secciones:
- Cultura Diaguita: contiene principalmente hallazgos arqueológicos realizados en el Estadio Municipal de Ovalle.[2]
- Colección Durruty: compuesta por cerámicas diaguitas recolectadas por Guillermo Durruty y que fueron donadas al museo.[2]
- Exposiciones permanentes: 5 salas destinadas a presentar las culturas huentelauquén, molle, ánimas, diaguita e inca.[2]